# Colostethus agilis
Colostethus agilis (лат.) — вид бесхвостых земноводных рода тёмных древолазов (Colostethus) семейства древолазов (Dendrobatidae).

## Описание
Скрытный древолаз характеризуется оливковой спиной с коричневыми пятнами или коричневой спиной с чёрными пятнами. Верхняя губа покрыта белыми пятнами. Бёдра и паховая область покрыты бледными беловато-жёлтыми пятнами. Радужка коричневого цвета с золотыми крапинками. Голова шириной почти как туловище, относительно короткое. Ноздри направлены в стороны. Самцы достигают 24 мм, самки — 28 мм.

## Распространение
Этот вид является эндемиком с западного и центрального склонов Кордильер в Колумбии. Встречается на высоте 2190–2600 м над уровнем моря.